# Крэнг (Marvel Comics)
Крэнг (англ. Krang) — суперзлодей американских комиксов издательства Marvel Comics. В прошлом был высокопоставленным членом вооруженных сил Атлантиды, а затем стал одним из врагов Нэмора.
С момента своего первого появления в комиксах Крэнг появился в других медиа продуктах, включая мультсериалы и видеоигры.

## История публикаций
Военачальник Крэнг был создан сценаристом Стэном Ли и художником Джеком Кирби и впервые появился в комиксе Fantastic Four Annual #1 (Июль 1963).

## Биография
Когда правитель Атлантиды принц Нэмор потерял память и стал обитателем мира на поверхности, полководец Крэнг стал высокопоставленным членом вооружённых сил Атлантиды. В то время как законный наследник трона отсутствовал, Крэнг жаждал заполучить корону Атлантиды и сделать леди Дорму своей супругой. Тем не менее, к Нэмору, в конечном итоге, вернулась память, и после долгих поисков ему удалось отыскать Империю и заявил свои притязание на престол. Несмотря на срыв всех его планов, Крэнг был готов служить принцу, однако затаил на него личную обиду, в том числе из-за отказа Дормы выйти за него замуж в пользу Нэмора.
Наряду с Нэмором Крэнг руководил мобилизацией армии Атлантиды, намереваясь покорить обитателей суши и направив войска в Нью-Йорк. Тем не менее, Мистер Фантастик из Фантастической четвёрки сконструировал устройство для испарения жизненно необходимой воды в шлемах атлантов, из-за чего армии Крэнга пришлось отступить. Когда Нэмор похитил Девушку-невидимку, Крэнг сопровождал принца. В скором времени другие члены Фантастической четвёрки догнали похитителей и вступили в конфронтацию с Нэмором, чтобы вернуть Сьюзан. Во время развернувшегося сражения Крэнг осознал, что Нэмор не просто захватил Сьюзан в заложники, а влюбился в неё. Дорма пришла в ярость узнав об этом, после чего попытаться утопить Сьюзен, однако девушки спасли Нэмор и Существо. Крэнг попытался вновь завоевать расположение Дормы, сославшись на привязанность Нэмора к человеческой женщине, однако Дорма снова отвергла его. Затем, несмотря на протесты его подданных, включая Крэнга, Нэмор отправился на спасение Девушки-невидимки. Крэнг узурпировал трон, однако впоследствии был вновь низложен Нэмором и с тех пор стал его заклятым врагом.

## Силы и способности
Крэнг обладает всеми способностями, присущими представителям расы атлантов, включая сверхчеловеческую силу. Он приспособлен к жизни под водой, поскольку у него есть жабры, может плавать на большой скорости, а его тело устойчиво к давлению и низким температурам глубоких океанов. Кроме того,  специально развитое зрение позволяет ему ясно видеть в тёмных глубинах океана.
Первоначально он мог выжить только в течение 9 минут без воды, без учёта специальной сыворотки, позволяющей ему дышать воздухом, после воздействия которой его синяя кожа становилась розовой. Это химическое вещество позволило ему дышать воздухом на поверхности через легкие, но в то же время отнимало возможность дышать под водой. Он часто носил заполненный водой дыхательный шлем для проведения операций на суше. Его выносливость, ловкость и рефлексы притупляются, когда он находится за пределами родной стихии.
Позже Крэнг изменил свою физиологию с помощью технологических средств с целью бесконечно дышать как водой, так и воздухом. Также эта процедура устранила ограничение его физических способностей вне воды и несколько укрепила природную силу до неизвестного предела.
Он — мастер рукопашного боя атлантов, который достиг мастерства в обращении с большинством видов оружия атлантов. Крэнг — мастер планирования и придумывания стратегий, а также опытный лидер.
Крэнг носит обычную военную форму атлантов поверх бронежилета из неизвестного материала. Он владеет электрически заряженным мечом, известным как нейрошоковый клинок, и характерным пистолетом атлантов, стреляющим очередями сотрясающей силы. Он носит специально разработанный боевой шлем и бронежилет поверх электроотталкивающего нагрудного щита, а также перчатки из кованой стали с электризованными костяшками пальцев.

## Альтернативные версии

### Civil War: House of M
В реальности House of M Военачальник Крэнг был помощником Нэмора.

## Вне комиксов

### Телевидение
- Крэнг появился в мультсериале «Супергерои Marvel» (1966), в сегменте о Подводнике, где его озвучил Пол Клигман[11].
- Крэнг появился в эпизоде «Приход Подводника» мультсериала «Фантастическая четвёрка» (1994), где его озвучил Нил Росс[11]. Он является военным министром Нэмора, ненавидящим человечество за загрязнение их подводного королевства. Также Крэнг добивается расположение Леди Дормы, которая подталкивает его атаковать человечество, приревновав Нэмора к Женщине-невидимке. Крэнг узурпирует трон Атлантиды и атакует жителей поверхности, однако Нэмор и Фантастическая четвёрка срывают его планы.

### Видеоигры
Военачальник Крэнг является мини-боссом игры Marvel: Ultimate Alliance (2006), где его озвучил Фред Таташор. Он — член Повелителей Зла Доктора Дума. Крэнг охраняет первый звуковой излучатель наряду с Биррой после захвата Атлантиды Аттумой и Тигровой акулой. Уату сообщает, что если игроку не удастся получить редкие водоросли в качестве одного из ингредиентов лекарства, необходимого для исцеления Нэмора, Крэнг отберёт трон у ослабленного Подводника и прикажет атлантам украсть ядерное оружие, чтобы начать войну с надземным миром.

## Критика
Крэнг занял 3-е место среди «10 величайших врагов Нэмора» по версии Comic Book Resources. Screen Rant включил Крэнга в списки «10 самых могущественных врагов Нэмора в комиксах Marvel» и «10 лучших врагов Нэмора, по версии Ranker».